# Халкидонско хришћанство
Халкидонско хршћанство или халкидонство, односно халкидонизам, заједнички је назив за све хршћанске верске заједнице које прихватају теолошка учења и одлуке Халкидонског сабора одржаног у Халкидону, који је био четврти по реду васељенски сабор. Главна теолошка питања којима се овај сабор бавио спадала су у област христологије и еклисиологије.

## Халкидонска христологија
Учесници овог сабора су настојали да трајно разреше христолошке спорове који су делили тадашњe хршћане, првенствено у источним областима римског Оријента. Услед супротстављених ставова две христолошке школе, александријске и антиохијске, на сабору је дошло до оштрих расправа о Христовим природама и тим поводом је усвојена посебна изјава (Халкидонски орос), која је афирмисала учење по којем у Христу постоје две природе, божанска и човечанска.
Тај концепт двојне природе Исуса Христа, како божанске тако и људске остао је централан у хришћанској ортодоксији. Међутим, закључке Халкедонског сабора је одбацио део хришћана из Египта и Сирије, а потом Јерменије и Етиопије, прихвативши монофизитско учење; њихове присталице су се организовале у цркве касније познате као миафизити, односно оријентално-православни хришћани Коптске и Сиријске православне цркве.
Православна црква је остала привржена халкидонској христологији, а исту прихватају и Католичка црква, Англиканска црква, Старокатоличка црква и поједине протестантске цркве.
На сабору су дефинисане улоге и ауторитети папства и патријаршија, што је имало значајну улогу у организацији саме црквене хијерархије.

## Халкидонска пнеуматологија
Халкидонски сабор је званично потврдио раније усвојени Никејско-цариградски симбол вере, који је постао главно знамење хришћанског правоверја. Тиме је, између осталог, афирмисано и правоверно пнеуматолошко учење о исхођењу Светог духа од Оца, које је у Символ вере унето непосредно из Новог завета (Јн. 15:26). Православна црква је остала доследна у прихватању таквог учења, али неке друге цркве, које иначе прихватају халкидонску христологију, нису остале привржене пнеуматолошком учењу које је потврђено у Халкидону, чиме су се нашле у раскораку са појединим одлукама овог сабора. То се првенствено односи на Римокатоличку цркву, која је касније прихватила учење о двоструком исхођењу Свеог духа не само од Оца већ и од Сина, што је на западу довело до уметања израза Филиокве (лат. Filioque) у Симбол вере.
Поред Православне цркве, халкидонску пнеуматологију у начелу прихватају и неке дрге цркве, које иначе не признају халкидонску христологију, што се првенствено односи на раније монофизитске, односно данашње миафизитске оријентално-православне цркве које прихватају и поштују изворни Никејско-цариградски симбол вере, без уметка Филиокве.
Православна црква је једина црква која у потпуности и истовремено прихвата и халидонску христологију и халкидонску пнеуматологију.